# Tobias Angerer
Tobias Angerer (n. 12 aprilie 1977, Traunstein, Bavaria, Germania) este un schior de fond ce a reprezentat Germania, medaliat olimpic. A participat la 4 ediții ale Jocurilor Olimpice (2002, 2006, 2010, 2014) în care a câștigat două medalii de argint și două medalii de bronz.